# Foios
Cet article concerne la commune espagnole. Pour la commune portugaise, voir Foios (Sabugal).
Foios, en valencien et officiellement, (Foyos en castillan), est une commune d'Espagne de la province de Valence dans la Communauté valencienne. Elle est située dans la comarque de l'Horta Nord et dans la zone à prédominance linguistique valencienne.

## Géographie

Localisation de Foios
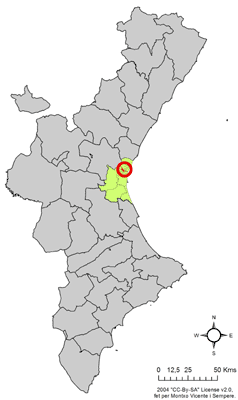
dans la Communauté valencienne.
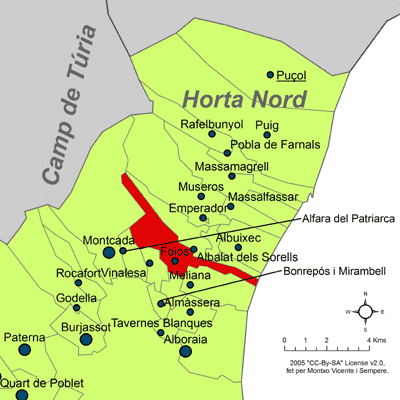
dans la comarque de l'Horta Nord.

### Sources
- (es) Varaciones de los municipios de España desde 1842, Ministerio de administraciones públicas, octobre 2008, 364 p. (lire en ligne) [PDF]